# 07 Vestur
07 Vestur (2004-2007 FS Vágar 2004, do 2004 FS Vágar) – farerski klub piłkarski, który powstał jako zrzeszenie klubów w obrębie wyspy Vágar. Pierwszy człon jego nazwy, 07, może być tłumaczony w dwojaki sposób. Pierwsza interpretacja nasuwa się po spojrzeniu na datę założenia – rok 2007, jednak cyfra ta odnosi się także do siódmego południka, około którego leży wyspa Vágar. Drugi człon nazwy, po przetłumaczeniu na język polski oznacza Zachód i odnosi się w sposób oczywisty, do położenia wyspy na archipelagu.

## Historia
Pierwsze zespoły na wyspie Vágar powstawały już na początku XX wieku. Wtedy zajmowały one stosunkowo wysokie miejsca ligowe, jednak wraz z przyrostem nowych klubów stawały się one coraz słabsze. W latach 90. XX wieku pojawiła się koncepcja połączenia tychże klubów, by stworzyć jeden, silny na tyle, by konkurować w rozgrywkach pierwszoligowych. Myśl tę częściowo zrealizowano 18 grudnia 1993 roku, kiedy fuzji uległy; słabszy SÍF Sandavágur oraz silniejszy MB Miðvágur, tworząc FS Vágar. Poza tym związkiem pozostawał klub SÍ Sørvágur, również ulokowany na Vágar, który dołączył do tego nowego tworu w 1998 roku.
Początkowo nowy klub odnosił sukcesy. Już w 1994 roku awansował do pierwszej ligi, zajmując tam szóste miejsce rok później, sześciu zwycięstwach i pięciu remisach na osiemnaście spotkań. Był to pierwszy klub z Vágar od roku 1990, który utrzymał się w lidze dłużej niż jeden sezon. Jednak już rok później musiał walczyć o utrzymanie się w lidze, zajął bowiem dziewiąte miejsce, co wtedy oznaczało baraże z drugą drużyną w 2.Deild (dziś 1.Deild), które drużyna FS Vágar wygrała z EB/Streymur 7-2 i 5-2.
Następny sezon ponownie nie należał do udanych. Klub po raz kolejny zajął dziewiąte miejsce i po dwóch meczach przeciwko TB Tvøroyri, zakończonych rezultatem 1:3 i 1:0 został zdegradowany do drugiej ligi. Rok później, kiedy klub został wzmocniony przez zawodników SÍ Sørvágur, zajął trzecie miejsce w tabeli, nie mając szans na awans. Następny zespół, LÍF Leirvík zdobył o cztery punkty więcej od FS Vágar.
Awans udało się jednak osiągnąć w sezonie 1999, kiedy zespół ten zajął pierwsze miejsce w tabeli drugoligowej, zdecydowanie punktowo przeganiając kolejne kluby (następny, LÍF Leirvík, miał dziewięć punktów straty do FS Vágar). Powrót do pierwszej ligi wcale jednak nie należał wtedy do udanych. Klub ponownie zajął dziewiąte miejsce i przed spadkiem w sezonie 2000 uratowały go baraże, w których po remisie 2:2 na wyjeździe FS Vágar wygrał z ÍF Fuglafjørður u siebie 2:0.
FS Vágar rozgrywał wtedy również mecze pucharowe, jednak występ w 1999 zakończył się porażką 1-4 w rundzie eliminacyjnej, w meczu przeciw TB Tvøroyri. Lepiej poszło im rok później, w 2000, z racji występowania w pierwszej lidze, klub ten trafił od razu do fazy grupowej, gdzie z drugiego miejsca trafił do fazy finałowej, swą jedyną porażkę odnotowawszy w meczu przeciwko GÍ Gøta (2-3). Ostatecznie jednak, pomimo wygranej 1/4 finału z KÍ Klaksvík (2:2, 7:6 w karnych) ulegli ponownie GÍ Gøta w półfinale 3-4, a w drugim zremisowali 0-0.
Kolejny spadek do drugiej ligi nastąpił w sezonie 2001, kiedy zespół po raz pierwszy w swojej historii zajął ostatnie miejsce w tabeli, przegrywając piętnaście z osiemnastu możliwych spotkań. Zawodnicy tego klubu nie poddawali się jednak w swoich pierwszoligowych dążeniach i już w sezonie 2002 zajęli pierwsze miejsce w tabeli 1.Deild, wyprzedzając kolejny klub o czternaście punktów. Triumf nie potrwał jednak długo, sezon 2003 był ostatnim, jaki klub ten rozegrał w Formuladeildin aż do roku 2009. FS Vágar zajął ponownie ostatnie miejsce w tabeli, nie przegrywając jedynie pięciu spotkań na osiemnaście.
Rozgrywki pucharowe w roku 2001 nie należały do udanych dla 07 Vestur, który ponownie trafił od razu do fazy grupowej, tym razem jednak nie tylko nie opuścił grupy, ale także przegrał cztery z sześciu możliwych spotkań, wygrywając tylko jedno, ostatnie – 3:1 z NSÍ Runavík. Rok następny, pomimo że drużyna rozgrywała wtedy mecze w drugiej lidze, był już znacznie korzystniejszy, dla FS Vágar, który w pierwszym meczu rundy eliminacyjnej zniszczył Royn Hvalba 8:0, w drugim zaś pokonał 3:0 AB Argir, tym samym wychodząc do rundy grupowej. Tam zajął trzecie miejsce z sześcioma punktami, czyli taką samą ich liczbą, jak dwa wyższe z czterech zespołów w grupie. Pomimo walecznej postawy, w ćwierćfinale, zremisowanym 3:3 z NSÍ Runavík, przegrali 1:3 w rzutach karnych, odpadając tym samym z turnieju.
W roku 2003 klub ten ponownie znalazł się w pierwszej lidze, a więc rozgrywki pucharowe zaczynał od fazy grupowej. Ponownie znalazł się wtedy na trzecim miejscu w grupie, co dało mu awans do fazy finałowej, gdzie po remisie 0:0 przegrał z GÍ Gøta 1:3 po rzutach karnych.
Porażka ta przypieczętowała losy FS Vágar. Po nieudanym sezonie 2004, kiedy klub ten zdobył dopiero piąte miejsce w drugoligowej tabeli, zdecydowano o jego rozwiązaniu. Istniało wtedy jednak wiele osób, które były przeciwne takiemu obrotowi sprawy i po dyskusjach w hotelu na lotnisku Vágar, zdecydowano się na utworzenie kontynuatora tejże drużyny. Ten nowy twór nazwano Fótbóltssamtakið Vágar 2004 (w skrócie FS Vágar 2004, nazwa często była jeszcze bardziej skracana do FSV2004), co, po przełożeniu na język polski oznaczałoby Związek Piłkarski Vágar 2004. W projekcie tym nie uczestniczyły drużyny SÍ Sørvágur i MB Miðvágur, które od podstaw postanowiły budować swą pozycję.
FS Vágar 2004 nigdy nie awansował do pierwszej ligi. W sezonie 2005 zajął trzecie miejsce, do drugiego B71 Sandoy zabrakło mu wtedy trzech punktów. Następne sezony wypadały jednak gorzej, w 2006 roku, klub ten zajął szóste miejsce, a w 2007 trzecie, tyle, że do drugiego ÍF Fuglafjørður zabrakło mu dziesięciu punktów.
Rozgrywki pucharowe w roku 2004, podobnie, jak cały sezon, nie można zaliczyć do udanych. Zespół ten, pomimo dwóch wygranych w fazie eliminacyjnej – 3:0 z Fram Tórshavn i 2:1 z SÍ Sumba, zajął ostatnie miejsce w rundzie grupowej, nie zdobywszy ani jednego punktu. Kolejne rozgrywki pucharowe, odbywały się już na współczesnych zasadach, stricte pucharowych, bez fazy grupowej. Pierwsza runda eliminacyjna objęła wtedy tylko dwa kluby Royn Hvalba i FS Vágar 2004, z których ten drugi odniósł zwycięstwo 1-0. W kolejnej, tak zwanej pierwszej rundzie, FS Vágar 2004 pokonał SÍ Sørvágur 3:2, jednak w drugiej uległ 1:2 południowemu TB Tvøroyri.
Następne rozgrywki pucharowe, w roku 2006 skończyły się dla FS Vágar 2004 bardzo szybko, już w pierwszej rundzie przegrali z AB Argir 1:2, odpadając tym samym z turnieju. Puchar Wysp Owczych w piłce nożnej (2007) poszedł jednak bardziej po myśli zespołu. Pierwszy mecz, przeciw NÍF Nólsoy został przezeń wygrany 8:1 (cztery bramki należały do grającego dziś w barwach klubu Sjúrðura Ellefsena). Druga jednak runda pogrzebała nadzieje fanów klubu na dobry rezultat w turnieju – FS Vágar 2004 przegrał ze Skála ÍF 0:1.
SÍ Sørvágur pod koniec roku 2007 zaczął rozpatrywać możliwość ponownego złączenia się z FS Vágar 2004. Spowodowane to było porażkami klubu w sezonach 2006 i 2007, kiedy zajmował on dwukrotnie ósme miejsce w drugiej lidze. 6 listopada 2007 zdecydowano o ponownym złączeniu się tychże dwóch zespołów. O nowej nazwie, 07 Vestur, zdecydowano dopiero później.
Decyzję o złączeniu tychże dwóch klubów można, jak na razie, traktować, jako udaną. W sezonie 2008 zawodnicy nowo utworzonej drużyny zdobyli pierwsze miejsce w drugiej lidze, choć tylko jeden punkt różnił ich od kolejnego AB Argir. Oznacza to, że po raz pierwszy od roku 2003 drużyna z wyspy Vágar zagra w pierwszej lidze. W sezonie 2008 drużyna wystąpiła także w Pucharze Wysp Owczych, wygrywając pierwszy mecz z Víkingur Gøta (1:1, po rzutach karnych 5:3), jednak odpadła w ćwierćfinale, po porażce na własnym stadionie z B36 Tórshavn (2:2, 5:7 po rzutach karnych).
W sezonie 2009 zespół zajął ostatnie, dziesiąte miejsce w pierwszoligowej tabeli, co poskutkowało jego degradacją do niższej ligi. Klub ten wygrał cztery z dwudziestu siedmiu spotkań i siedem zremisował. 07 Vestur dotarł do ćwierćfinału Pucharu Wysp Owczych 2009, po zwycięstwie 3-0 nad KÍ Klaksvík, gdzie przegrał mecz przeciwko ÍF Fuglafjørður 0-3.

## Skład
Klub 07 Vestur wystawił na mecze w roku 2008 następujący skład:

Daty w nawiasach, to daty rozpoczęcia gry w FS Vágar 2004 lub SÍ Sørvágur.
| Nr         | Kraj        | Gracz                    | Data urodzenia    | Rok przyjścia | Poprzedni klub |
| Bramkarze  | Bramkarze   | Bramkarze                | Bramkarze         | Bramkarze     | Bramkarze      |
| ---------- | ----------- | ------------------------ | ----------------- | ------------- | -------------- |
| 1          | Wyspy Owcze | Trúgvi Askham            | 28 marca 1988     | ? (?)         | FS Vágar 2004  |
| 12         | Wyspy Owcze | Marni Samuelsen          | ?                 | ? (?)         | ?              |
| Obrońcy    |             |                          |                   |               |                |
| 2          | Wyspy Owcze | Hans Arni Ellefsen       | ?                 | ? (?)         | ?              |
| 4          | Wyspy Owcze | Ragnar Niclassen         | 1 lutego 1986     | ? (?)         | FS Vágar 2004  |
| 8          | Wyspy Owcze | Gunnar Haraldsen         | 21 listopada 1987 | ? (?)         | FS Vágar 2004  |
| ?          | Wyspy Owcze | Sigtór Petersen          | 6 kwietnia 1988   | ? (?)         | SÍ Sørvágur    |
| ?          | Wyspy Owcze | Hjalgrímur Janusarson    | ?                 | ? (?)         | ?              |
| Pomocnicy  |             |                          |                   |               |                |
| 5          | Wyspy Owcze | Jóhan Petur á Stongum    | ?                 | ? (?)         | ?              |
| 6          | Wyspy Owcze | Jens Erik Rasmussen      | 2 czerwca 1968    | ? (?)         | MB Miðvágur    |
| 7          | Wyspy Owcze | Ingi Ole-Jacobsen        | ?                 | ? (?)         | ?              |
| 10         | Serbia      | Jovan Radinovic-Panic    | 8 listopada 1979  | 2008          | HB Tórshavn    |
| 11         | Wyspy Owcze | Kim Poulsen              | ?                 | ? (?)         | ?              |
| 13         | Wyspy Owcze | Sjúrður Ellefsen         | ?                 | ? (?)         | ?              |
| 17         | Wyspy Owcze | Brandur Eyðbjørnsson     | 9 czerwca 1988    | ? (?)         | FS Vágar 2004  |
| 21         | Wyspy Owcze | Tór Ingar Akselsen       | 1 maja 1981       | 2008          | HB Tórshavn    |
| ?          | Wyspy Owcze | Jón Gregersen            | ?                 | ? (?)         | ?              |
| ?          | Brazylia    | Alexandre da Silva Braga | 21 kwietnia 1972  | ? (?)         | FS Vágar 2004  |
| Napastnicy |             |                          |                   |               |                |
| 18         | Wyspy Owcze | Gisli Sveinbjørnson      | 21 sierpnia 1982  | ? (?)         | FS Vágar 2004  |
| 22         | Polska      | Andrzej Stretowicz       | 23 lutego 1976    | 2007          | FS Vágar 2004  |
| ?          | Wyspy Owcze | Jón Nielsen              | ?                 | ? (?)         | ?              |
| ?          | Wyspy Owcze | Birgir Joensen           | 20 września 1977  | ? (?)         | SÍ Sørvágur    |
| ?          | Wyspy Owcze | Jógvan Holm              | 21 grudnia 1985   | ? (?)         | FS Vágar 2004  |
| ?          | Wyspy Owcze | Jákup Andreas Joensen    | ?                 | ? (?)         | ?              |
| ?          | Wyspy Owcze | André Johansen           | ?                 | ? (?)         | ?              |
| ?          | Wyspy Owcze | Karl Jóhan Djurhus       | ?                 | ? (?)         | ?              |

Przyszli:
 Hendrik Rubeksen –  HB Tórshavn (styczeń 2009)
 Torkil Kollsker –  HB Tórshavn (styczeń 2009)
 Ricardo – ? (styczeń 2009)
 Milan Pejcic –  NSÍ Runavík (styczeń 2009)
 Ikechukwu Onyema –  AB Argir (styczeń 2009)
Odeszli:
 Andrzej Stretowicz –  Dolcan Ząbki (styczeń 2009)
 Jovan Radinovic-Panic –  PKB Padinska Skela (styczeń 2009)

## Drużyna Żeńska
Żeński skład 07 Vestur istniał samodzielnie do roku 2008, kiedy nastąpiła jego fuzja z MB Miðvágur. Od tamtej pory całą wyspę Vágar reprezentuje jeden zespół żeński – MB Miðvágur/07 Vestur. Fuzja okazała się pozytywna, gdyż w sezonie 2009 nowa drużyna awansowała do pierwszej ligi, osiągając pierwsze miejsce w tabeli z dorobkiem dziewięciu zwycięstw w dwunastu meczach. Zawodniczki te dotarły do półfinałów pucharu Wysp Owczych, ulegając jednak składowi AB Argir w dwumeczu 1-9 (1-6, 0-3).
Początkowo, od 2004 roku, podobnie, jak cały klub, zawodniczki grały jako FS Vágar 2004, lecz później nazwa została przekształcona na 07 Vestur. W roku 2007 zajęły trzecie miejsce w tabeli, a w 2008 piąte.
Klub 07 Vestur wystawił na mecze w roku 2008 następujący skład:
| Nr           | Kraj        | Zawodniczka               | Data urodzenia       | Rok przyjścia | Poprzedni klub |
| Bramkarki    | Bramkarki   | Bramkarki                 | Bramkarki            | Bramkarki     | Bramkarki      |
| ------------ | ----------- | ------------------------- | -------------------- | ------------- | -------------- |
| 1            | Wyspy Owcze | Unn Petursdóttir Kruse    | ?                    | ?             | MB Miðvágur    |
| 16           | Wyspy Owcze | Anna Maria Nattestad      | ?                    | ?             | MB Miðvágur    |
| ?            | Wyspy Owcze | Elisabeth Haraldsen       | 21 września 1989     | ?             | 07 Vestur      |
| Obrończynie  |             |                           |                      |               |                |
| 8            | Wyspy Owcze | Sunnrið Egilstoft Nielsen | 10 września 1990     | ?             | 07 Vestur      |
| 11           | Wyspy Owcze | Hervør Hansen             | ?                    | ?             | MB Miðvágur    |
| 12           | Wyspy Owcze | Jórunn Gudmundsen         | 7 sierpnia 1993      | ?             | 07 Vestur      |
| 13           | Wyspy Owcze | Anna Gaardlykke           | ?                    | ?             | MB Miðvágur    |
| 21           | Wyspy Owcze | Rakul Joensen             | ?                    | ?             | MB Miðvágur    |
| Pomocniczki  |             |                           |                      |               |                |
| 5            | Wyspy Owcze | Jóna Petra Ebbadóttir     | 17 kwietnia 1984     | ?             | 07 Vestur      |
| 2            | Wyspy Owcze | Linda Davidsen            | ?                    | ?             | MB Miðvágur    |
| 6            | Wyspy Owcze | Albjørg Gudmundsen        | ?                    | ?             | MB Miðvágur    |
| 9            | Wyspy Owcze | Ruth Thomassen            | ?                    | ?             | MB Miðvágur    |
| 10           | Wyspy Owcze | Margit Magnusdóttir       | ?                    | ?             | MB Miðvágur    |
| 15           | Wyspy Owcze | Jóna Hansen               | ?                    | ?             | MB Miðvágur    |
| 18           | Wyspy Owcze | Kristina Sandberg Joensen | 24 lipca 1988        | ?             | 07 Vestur      |
| ?            | Wyspy Owcze | Heidi Maria Akselsen      | 16 września 1984     | ?             | 07 Vestur      |
| ?            | Wyspy Owcze | Vár Gregersen             | 29 stycznia 1993     | ?             | 07 Vestur      |
| ?            | Wyspy Owcze | Jana Jacobsen             | 10 października 1985 | ?             | 07 Vestur      |
| ?            | Wyspy Owcze | Lisa Niclassen            | 26 marca 1992        | ?             | 07 Vestur      |
| ?            | Wyspy Owcze | Maria Samuelsen           | 28 stycznia 1992     | ?             | 07 Vestur      |
| Napastniczki |             |                           |                      |               |                |
| 7            | Wyspy Owcze | Elin Maria á Borg Isaksen | 9 czerwca 1994       | ?             | 07 Vestur      |
| 19           | Wyspy Owcze | Jórun Myllhamar           | 15 czerwca 1990      | ?             | 07 Vestur      |
| ?            | Wyspy Owcze | Miriam Akselsen           | 18 maja 1992         | ?             | 07 Vestur      |
| ?            | Wyspy Owcze | Annika Niclasen           | 4 lutego 1986        | ?             | 07 Vestur      |
| ?            | Wyspy Owcze | Annbritt Thomassen        | 18 czerwca 1985      | ?             | 07 Vestur      |